# Casey Andringa
Casey Andringa (Boulder (Colorado), 6 oktober 1995) is een Amerikaanse freestyleskiër. Hij vertegenwoordigde zijn vaderland op de Olympische Winterspelen 2018 in Pyeongchang.

## Carrière
Bij zijn wereldbekerdebuut, in januari 2018 in Calgary, scoorde Andringa dankzij een zevende plaats direct wereldbekerpunten. Tijdens de Olympische Winterspelen van 2018 in Pyeongchang eindigde de Amerikaan als vijfde op het onderdeel moguls. Op de wereldkampioenschappen freestyleskiën 2019 in Park City eindigde hij als vijfde op het onderdeel dual moguls en als negentiende op het onderdeel moguls.

## Resultaten

### Olympische Winterspelen
| Jaar | Plaats      | Resultaten |
| ---- | ----------- | ---------- |
| 2018 | Pyeongchang | 5e Moguls  |

### Wereldkampioenschappen
| Jaar | Plaats    | Resultaten                |
| ---- | --------- | ------------------------- |
| 2019 | Park City | 5e Dual Moguls 19e Moguls |

### Wereldbeker
Eindklasseringen
| Seizoen   | Algm | MO  |
| --------- | ---- | --- |
| 2017/2018 | 101e | 18e |
| 2018/2019 | 52e  | 9e  |